# Archibald Seymour (13e duc de Somerset)
Archibald Algernon Henry St. Maur, anciennement Seymour, 13e duc de Somerset, (30 décembre 1810 - 28 Berkeley Square, Londres, octobre 1891) est un noble britannique.

## Biographie
Il est le fils d'Edward St Maur (11e duc de Somerset) et Charlotte Douglas-Hamilton. Il est aussi baronnet. Sa devise, Foy Pour Devoir "Faith for Duty" est adopté par le HMS Somerset avec son autorisation.
Il est baptisé le 17 juin 1811 à St George's Hanover Square, Londres  et succède à son frère Edward Seymour (12e duc de Somerset), en 1885. Dans sa jeunesse, il a été capitaine dans la Royal Horse Guards . Il passe une grande partie de sa vie à Burton Hall, à The Wolds, à gérer le domaine . Il est haut-shérif du Leicestershire en 1844.
Archibald est décédé à l'âge de 80 ans, célibataire et sans enfant, est enterré à Maiden Bradley, Warminster, Wiltshire, et ses titres passent à son frère, Algernon St Maur (14e duc de Somerset).